# Інтралогістика
Інтралогістика (нім. Intralogistik [Intralogịstik]) — це термін, що використовується для опису логістичних матеріальних і товарних потоків, що відбуваються в приміщеннях компанії. Включає в себе всі процеси руху товаропотоків, засоби і техніку для товарообработки, а також пов'язані інформаційні потоки. Вона також є економічною галуззю внутрішнього матеріального потоку та логістики, метою якої є підвищення ефективності та зменшення витрат. 
Цей термін був визначений для того, щоб диференціювати внутрішню логістику від транспортування товарів поза заводом, наприклад судноплавною компанією чи експедитором.
Інтралогістика визначає способи організації, контроль, впровадження та оптимізацію складських процесів і операцій в промисловості та торгівлі.

## Основні завдання
Інтралогістика контролює потік матеріалів по всьому ланцюжку створення доданої вартості в межах складу, описує товаропоток між різними «логістичними вузлами» і пов'язаний з цим інформаційний потік, метою якого є підвищення продуктивності та зниження витрат
Виконує такі завдання:
- оптимізація приймання товарів;
- організація зберігання;
- управління товарними запасами;
- швидкість і точність складання замовлень;
- дотримання термінів товарообработкі.

Грамотно побудована інтралогістична система дозволяє ефективно управляти матеріальними потоками в рамках одного циклу виробництва продукції. Критеріями оптимізації функціонування внутрішньовиробничих логістичних систем зазвичай є мінімум собівартості виробництва і мінімум часу виробничого циклу при забезпеченні заданого рівня якості готової продукції.

## Складові інтралогістики
Інтралогістика — підсистема логістики і невід'ємна її частина. На території складів і розподільчих центрів проходять всі операції приймання, розміщення, комплектації замовлень, зберігання, експедиції та повернення:
- сукупність потоків матеріальних цінностей, крім транспортування поза межами складу;
- взаємозв'язок між товаропотоками і складськими процесами;
- об'єднання процесів в одну систему;
- системи зберігання;
- елементи і системи автоматизації процесів.

Ця область включає в себе технологію зберігання та буферизації, механічні та пневматичні конвеєри, системи пневматичних труб, підйомники, промислові вантажівки, буферну технологію, безперервні конвеєри, крани, пускачі, датчики, робототехніку, логістичне програмне забезпечення, управління, ідентифікацію, обробку зображень, сортування, підбір, палетизація, упаковка та технологія передачі даних до постачальників повних систем. Оригінальною особливістю інтралогістичної галузі є міждисциплінарна співпраця між постачальниками та експертами з цих різних дисциплін.

## Значення
Розвиток електронної комерції скорочує дистанцію між продавцем і покупцем. Всі товари доступні для замовлення на сайтах компаній будь-якої країни, а доставка здійснюється в лічені дні.
Конкурентну здатність рітейлу все частіше визначає можливість оперативної і зручної доставки товару клієнту. Тому інтралогістика відіграє визначальну роль для розвитку бізнесу.
Оптимізація інтралогістичної системи відкриває потенціал для зберігання великої кількості товарів, для збільшення швидкості і точності складання замовлень, а також своєчасного їх відвантаження.
!Якщо логістика визначає сукупність організаційних процесів, завдяки яким товари переміщуються з точки А в точку В, з усіма складовими ланцюжка поставок. То інтрологістика, як її важливий компонент, визначає рух товарів на складі від зони приймання до відвантаження зі складу!

## Історія
Термін було створено на галузевому форумі 2003/2004 рр. за ініціативою найбільшої в Європі Асоціації німецьких машинобудівників Німеччини (нім. Verein deutscher Maschinenbau-Anstalten (VdMA) [Архівовано 25 листопада 2020 у Wayback Machine.]) та підтримано торгівельними організаціями, що входять до її складу.
З історії розвитку сфери внутрішнь-матеріальних потоків можна отримати тісний зв'язок з логістичною ідеєю: вчені-логістики розглядають появу автоматизованих систем високих складів та розподілу товарів у середині 20 століття як пункт, в якому прості перевезення, обробка та зберігання стали логістичною послугою.
Постійна глобалізація ринків спонукала все більше компаній розробляти технічні рішення та концепції в галузі автоматизації, щоб оптимізувати свої витрати. Цей зростаючий ступінь автоматизації в інтралогістиці в основному був досягнутий завдяки збільшенню продуктивності в комп'ютерах та елементах управління. Першою областю застосування комп'ютерів у логістиці було управління складами. Завдання перших систем управління складом, було подібним до завдання бухгалтера, який здійснює лише бронювання вхідних та вихідних товарів і не втручається в послідовності процесів.
Завдяки технічним інноваціям у галузі сформувались нові покоління систем управління складами:
- Бази даних.
- Потужніші апаратні та операційні системи.
- Техніка мережевого з'єднання (наприклад, із конвеєром),
- Штрих-код, а також принтери та сканери штрих-кодів, що сканують їх.
- Мобільна периферія.

Разом із цим поступовим технічним розвитком, ступінь автоматизації пристосовується до профілю потреб користувача або оператора системи інтралогістики. Вимоги до пропускної здатності для великої кількості товарів тісно пов'язані зі ступенем автоматизації. Якщо аналіз ґрунтується на бізнес-процесах розподільчого центру, між процесом надходження та видачі товару завжди існують процеси зберігання, транспортування та обробки замовлень. Розвиток об'єктно-орієнтованої технології програмного забезпечення, досягнутий сьогодні, та все більше поширення виробництва промислового програмного забезпечення дозволяють забезпечити високий ступінь повторного використання та високий рівень адаптивності до майбутніх вимог.